# ブラウン運動にまつわる誤解

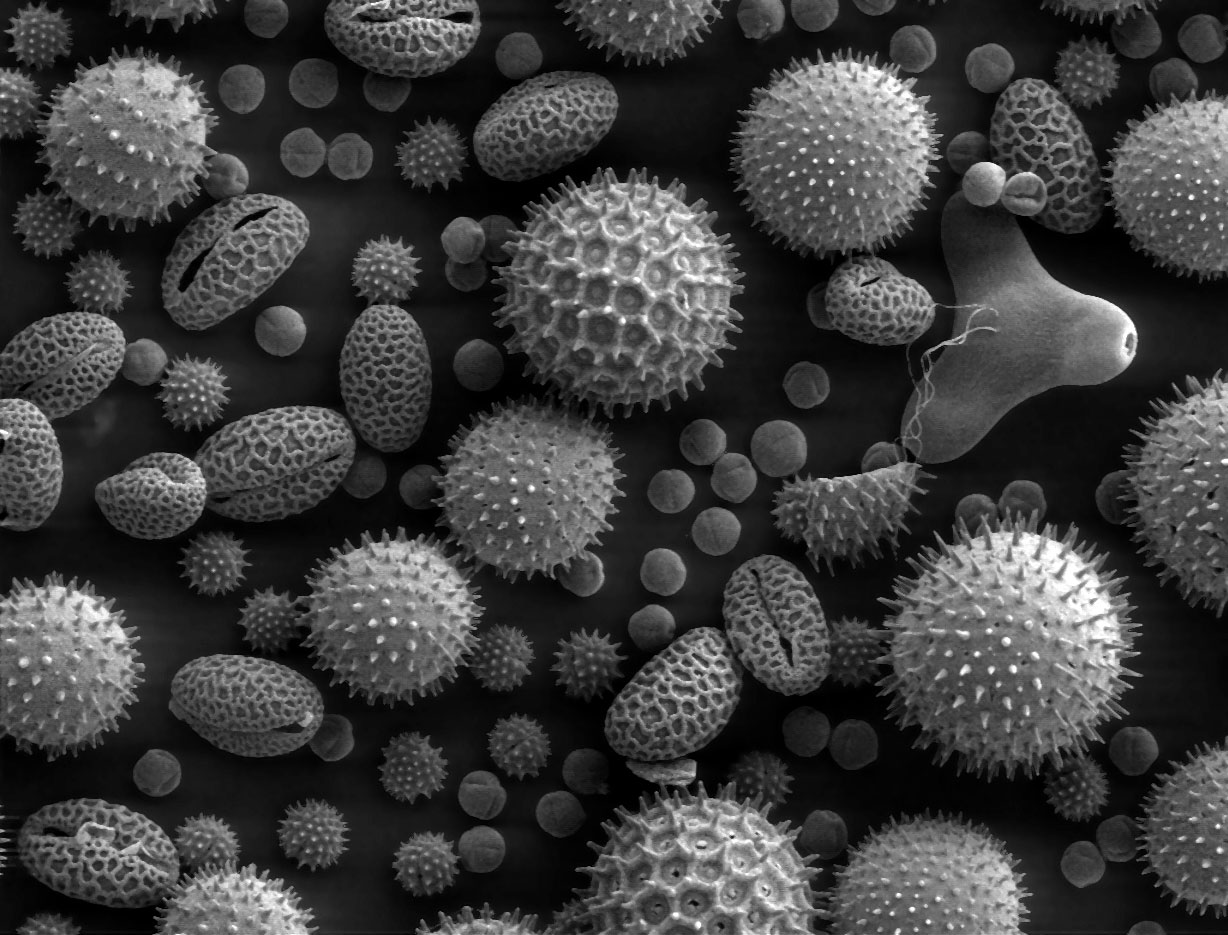
花粉は充分に大きくブラウン運動は観察できない

ブラウン運動にまつわる誤解（ブラウンうんどうにまつわるごかい）では、日本語で記された文献などにおいてブラウン運動を説明する際しばしば「水中で花粉が不規則に動く」と記述されている事例について解説する。ブラウン運動は一般的には溶媒中の微粒子が不規則に動く現象のことを指し、その発見の経緯は「（花粉ではなく）花粉内部を満たす微粒子が水中で不規則に動くこと」であると理解されている。科学教育者の板倉聖宣らは、分子の運動によって水中で花粉が目に見える動きを見せることは考えにくく、ブラウン運動に関する説明は大きな誤解であるとした。

## 概要

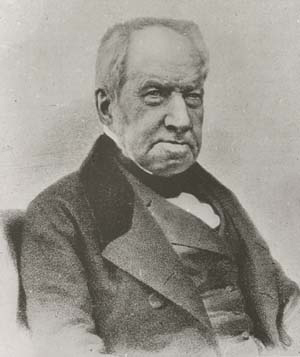
ロバート・ブラウン

1827年（1828年説も）、イギリスの植物学者ロバート・ブラウンは、花粉を観察していた際、細かな粒子が不規則に動く現象、いわゆるブラウン運動を発見した。当初はロバートはこれを生命に由来する現象と考えたが、のちに微細な粉末なら生物に由来しなくてもこの運動が生じることも発見した。1905年にアインシュタインが媒質の熱運動による物理学的事象だと説明した。
上記において、ロバートが観察した「細かな粒子」は、正確には「花粉粒の内部を満たす4000分の1インチから5000分の1インチ程度の微粒子」であり、花粉そのものではない。ロバートがブラウン運動を見つけた粒子とは、水に浸漬した花粉が浸透圧のために膨らんで破裂し、中から流れ出したデンプン粒などのより微細な粒子であった。

## 誤解の流布

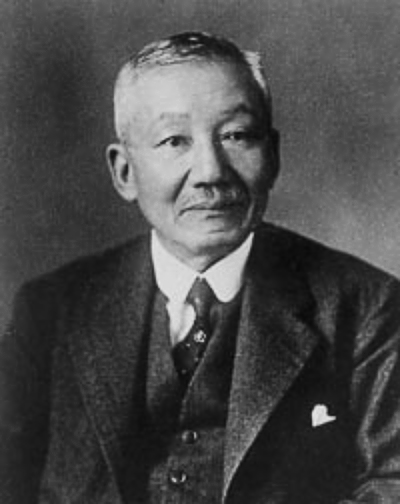
日本物理学の重鎮・長岡半太郎も誤解していた

### 戦前
ブラウン運動が初めて日本に紹介されたのは、1908年に東京帝国大学物理学教授の鶴田憲次が著した『物理学叢話』という啓蒙書と考えられている。ただし、この書でブラウン運動に触れた部分はヘンドリック・ローレンツの論文を抄訳したもので、花粉うんぬんについては記述されていない。しかし、1910年に長岡半太郎が東京物理学学校同窓会学術講演会でブラウン運動を紹介した際、「ブラウンが、研究していた花粉が生きているように動くのを発見したのが始まり」と述べている。続けて長岡は、この運動から花粉は生きていると考える学者もあったと述べており、完全に「花粉が動いた」という誤解を元に講演を続けている。
戦前の日本でブラウン運動が紹介されるような書籍や論文などで、ロバートが発見したいきさつまで詳しく掲載するようなことは稀であり、『岩波理化学辞典』（1935年版）では「花粉を観察中に」発見と、あやふやな紹介が載る程度だった。むしろ詳細に説明したものでは、『物理学文献抄』（岩波文庫、第二版、1928年）に掲載された土井不雲の論文「ブラウン運動」に「水中に入れた花粉から溶け出た微細な粒子」と正確に記している。ただし、この論文では続けて「採取直後のものだけではなく100年以上保存された花粉にも同じ運動が見られる」とあり、必ずしも誤解に囚われていなかったとは言い切れない。

### 戦後
戦後、高等教育の普及と相まって、ブラウン運動が教科書や科学に関する啓蒙書などを通じて広く知れ渡ると同時に、この誤解も流布することとなった。1949年出版の『物理学読本』「ブラウン運動」節では、「花粉が絶え間なく運動する」とある。執筆は花輪重雄だが、読本はノーベル物理学賞受賞者の朝永振一郎が編している。さらに同年、NHKラジオ第2放送の番組「やさしい科学」でブラウン運動を解説した東京大学物理学教授の平田森三は「花粉がフラフラ動く」と言い、続けて実際に見ると幼稚園児のお遊戯のようだと話した。平田は寺田寅彦に薫陶を受けた、実験を重んじる物理学者であったが、彼さえも誤解に囚われていたことを示している。
その後も、多くの学者がこの誤解に気づかないまま、誤ったブラウン運動の発見説話を記した著作を残している。湯川秀樹の『素粒子』（岩波新書）、坂田昌一の『物理学原論（上）』（国民図書刊行会）など枚挙に暇が無い。辞典類もこの例に洩れず、1953年刊『理科辞典』（平凡社）には「花粉が不規則な運動を･･･」とあり、戦前には間違いとは言い切れない記述だった『岩波理化学辞典』も、1971年刊行の第三版では「花粉が不規則な永久運動を･･･」に改訂され、まるで永久機関を想起させるような不適切な表現に逆行している。なお、増補版以降は、正確な記述に改訂されている。1987年の第四版では「水を吸って破裂した花粉から出る微粒子･･･」とある。
この誤解は現在でも完全には払拭されていない。例として、2005年1月5日の読売新聞朝刊の記事『新春科学特集、特殊相対論から百年 2005年は世界物理年』では、「水面に浮く花粉の無秩序な動き･･･」などとブラウン運動を解説している。

## 指摘
横浜市立大学名誉教授の植物学者・岩波洋造は、ブラウン運動を記述した一連の著作にある誤りを指摘・告発した。
国立教育研究所（現：国立教育政策研究所）物理研究室長の板倉聖宣は、岩波映画『動き回る粒』(1970年)の製作に関与した際、実際に花粉を水に浮かべ撮影したところ花粉が全く動かない事実を目の当たりにした。岩波洋造の著作やブラウン運動の原典に眼を通して誤解の存在に気づいた板倉は、1975年3月に教育雑誌『のびのび』（朝日新聞社）「いたずら博士の科学教室」に、表題「シロウトと専門家のあいだ」としてブラウン運動にまつわる誤解を解説した。これは、板倉自身も過去の著述において誤解に囚われた一人であったことへの反省を込めていた。
東京都練馬区で学習塾を経営していた名倉弘は、板倉の解説を読み、ブラウン運動にまつわる疑問が氷解した。科学教室で実験を生徒に披露していた名倉は、花粉を用いた観察を試みたが、世に聞くような動きを全く見せないことに悩んでいた。花粉の種類を検討したり、顕微鏡を疑い高価なものを購入しようとして夫婦喧嘩にまでなったという名倉は、誤解の存在を知ると、ブラウン運動について記述した書籍を調べた。この結果、花粉について言及している53冊のうち、明確に「花粉が破裂し、中から出た細粒子がブラウン運動をする」と記されたものは岩波洋造の著作3冊だけだった。この内容を、名倉は教育雑誌『ひと』（太郎次郎社）1975年7月号に「科学の本のウソに悩まされて‐花粉はブラウン運動をするか」と題して寄稿した。

## 誤解の根源
厳密に言えば、花粉がブラウン運動を起こしていないとは言い切れない。ただし、その動きはごくわずかであり、また水の分子はあらゆる方向から突き当たっているため花粉の動きは均質化されてさらに視認しづらくなり、ロバートが観察に用いたアントニ・ファン・レーウェンフックの顕微鏡では確認できたか疑わしい。むしろ、ロバートの実験内容を検証できていなかったことを取り上げて問題とすべきである。単純にブラウン運動を観察しようとすれば、集めにくい花粉を用いずとも塗料や鉱物の微粒子などでも充分に足りる。平田森三など多くの科学者が実際に眼にしたブラウン運動の実験は後者であった。これが、伝聞にあった「花粉が動く」と結びつけられてしまい、いつの間にかロバートの発見や自己の体験があたかも「花粉」を対象としたもののようにすり替えられてしまったと考えられている。
多くの書籍を確認した板倉と名倉は、同じ間違いが欧米諸国の辞典などにもあることを確認したが、これらは速やかに訂正されている。板倉は、欧米では原典との照会が頻繁に行われるのに対し、日本ではそのような作業に立ち返る習慣が根付いていないためと推測している。
また、初期の翻訳にも誤解を生んだ根源がある。『PSSC物理』原著にある「tiny particles from the pollen grains of flowers」という文を、訳書『PSSC物理（第二版）』（岩波書店）では「花粉の小粒子」と訳している。これでは花粉から出た粒子なのか、数ある花粉のうち粒子径の小さなものなのか釈然とせず、後者すなわち小粒子＝花粉という誤解を生みかねない。板倉は当時の教科書の記述も確認しているが、「ブラウンが花粉を観察しているときに発見」という、誤った解釈に陥りやすい表現が多かった。
そして、自ら確かめずに権威のある書籍などを鵜呑みにして引用してしまう態度にも問題があると板倉は指摘する。現代、教科書や啓蒙書を執筆する際、それぞれの分野は専門化が進んでいるため、著者の知見が及び得ない領域に踏み込まなければならない場合が多々あり、どうしても既存の文献類に頼ってしまうことは止むを得ない。しかし、そこには内包する誤りを拡大させてしまう可能性がある。この問題が表面化したひとつの例が、ブラウン運動にまつわる誤解だったと言える。

### 孫引き
本脚注は、出典書籍内で提示されている「出典」を示しています。
1. ↑  『東京物理学校雑誌』1910年7月、講演の筆記
2. ↑  『キリンのまだら』1975年2月、中央公論社、放送台本を掲載